# جاك بيلينغهام
جاك بيلينغهام (بالإنجليزية: Jack Billingham) هو لاعب كرة قاعدة أمريكي، ولد في 21 فبراير 1943 في أورلاندو في الولايات المتحدة.

## وصلات خارجية
- جاك بيلينغهام على موقعبيزبول رفرنس.كوم (الدوري الرئيسي) (الإنجليزية)
- جاك بيلينغهام على موقعبيزبول رفرنس.كوم (الدوري الثانوي) (الإنجليزية)
- جاك بيلينغهام على موقع مشجعي الرسوم البيانية (الإنجليزية)